# 三岔镇 (大邑县)
三岔镇，是中华人民共和国四川省成都市大邑县曾经下辖的一个镇。2019年12月，撤消三岔镇，原三岔镇高山社区、赵庵村、山墩村所属行政区域划归安仁镇管辖，将原三岔镇梅花社区、庆余村、三柏村、东升村、七一村、白衣村、涌泉村、永乐村所属行政区域划归王泗镇管辖。

## 行政区划
三岔镇撤销前下辖以下地区：
梅花社区、高山社区、庆余村、三柏村、东升村、七一村、白衣村、涌泉村、永乐村、山墩村和赵庵村。